# Ивановка (Тюльганский район)
Ивановка — село в Тюльганском районе Оренбургской области России. Является административным центром Ивановского сельсовета.

## История
Ивановка была основана в 1763 году. Застройка производилась на земле, купленной у помещика Тимашева, который, в свою очередь, приобрел эту землю у башкир в 1756 году для поиска медной руды. Первыми жителями села были крепостные крестьяне из Симбирской губернии села Барашево. Первоначально границы села были ниже нынешних, позже зажиточные семьи выкупили у помещика земли от горы Шихан и по реке Ташла до границы с Троицком.
В списке населённых мест Оренбуржской губернии за 1866 год Ивановка упоминается как владельческая деревня Оренбургского уезда при речке Каразилге в 100 верстах от Оренбурга по просёлочной дороге из Никольска в Бугульчан, в которой насчитывалось 136 дворов, располагалась становая квартира и проводились еженедельные базары.
Начальная школа существовала на территории села, начиная с 1895 года. В школе изучались арифметика, русский язык, закон Божий. В 1922 году было построено новое здание школы, которое впоследствии практически полностью было разрушено. Новая школа была построена в 1994 году, функционирующая и на сегодняшний день.
В 1929 году в Ивановке было создано два колхоза: «Ударник» и «Пролетарий», на близлежащем хуторе Холодный ключ — колхоз «Красный луч». Позже они объединились в один колхоз «Путь к коммунизму». В 1961 году объединились колхозы «Путь к коммунизму» и им. Жданова (Ташла), который стал называться «Заря». Центральной усадьбой колхоза стало село Ивановка.
Сельская церковь сгорела в 1912 году, но была восстановлена в 2011 по инициативе местных жителей.

## Население
По данным за 1859 год в Ивановке проживало 829 человек.
| 2010 |
| ---- |
| 419  |